# Ried (Kammeltal)
Ried ist ein Gemeindeteil der Gemeinde Kammeltal im schwäbischen Landkreis Günzburg in Bayern.

## Lage
Das Kirchdorf Ried liegt im südlichen Teil der Gemeinde Kammeltal an der Kreuzung der Staatsstraße St 2024 und der Kreisstraße GZ 1 östlich der Kammel. Westlich der Kammel schließt sich direkt das Nachbardorf Behlingen an.

## Geschichte
Im Gegensatz zum Großteil der Gemeinde Kammeltal, der zum Herrschaftsbereich der Reichsabtei Wettenhausen gehörte, gehörte Ried zeitweise den Freiherren Schenk von Stauffenberg, zeitweise zur Herrschaft Eberstall und zeitweise zur Herrschaft Neuburg an der Kammel.
Ende 1649 wurde der Theologe Georg Hösle in Ried geboren.
Im Jahr 1806 kam der Ort wie das gesamte Gebiet zwischen Iller und Lech zum Königreich Bayern.
Bis zum Jahr 1972 war Ried eine selbstständige Gemeinde im Landkreis Krumbach (Schwaben). Als dieser im Zuge der Gebietsreform in Bayern aufgelöst wurde, wurde Ried wie die meisten Gemeinden des Landkreises Krumbach Teil des Landkreises Günzburg. Ried und die Nachbargemeinde Behlingen, die ebenfalls zum Landkreis Krumbach gehörte, schlossen sich am 1. Juli 1972 mit fünf ebenfalls im Kammeltal gelegenen Gemeinden, die zum ehemaligen Landkreis Günzburg gehörten, zur Gemeinde Kammeltal zusammen.

## Bevölkerungsentwicklung
Es handelt sich um Einwohnerzahlen nach dem jeweiligen Gebietsstand bis 1970 und ohne die heute zugehörigen Ortsteile. Die Bevölkerungszahl im Ort von 1987 wurde als Gemeindeteil der Gemeinde Kammeltal angegeben. Die Zahlen sind Volkszählungsergebnisse mit Archivierungen des Bavarikon Internetportals des Freistaats Bayern.
| Jahr      | 1871 | 1925 | 1950 | 1970 | 1987 |
| Einwohner | 253  | 202  | 349  | 311  | 287  |

## Sehenswürdigkeiten

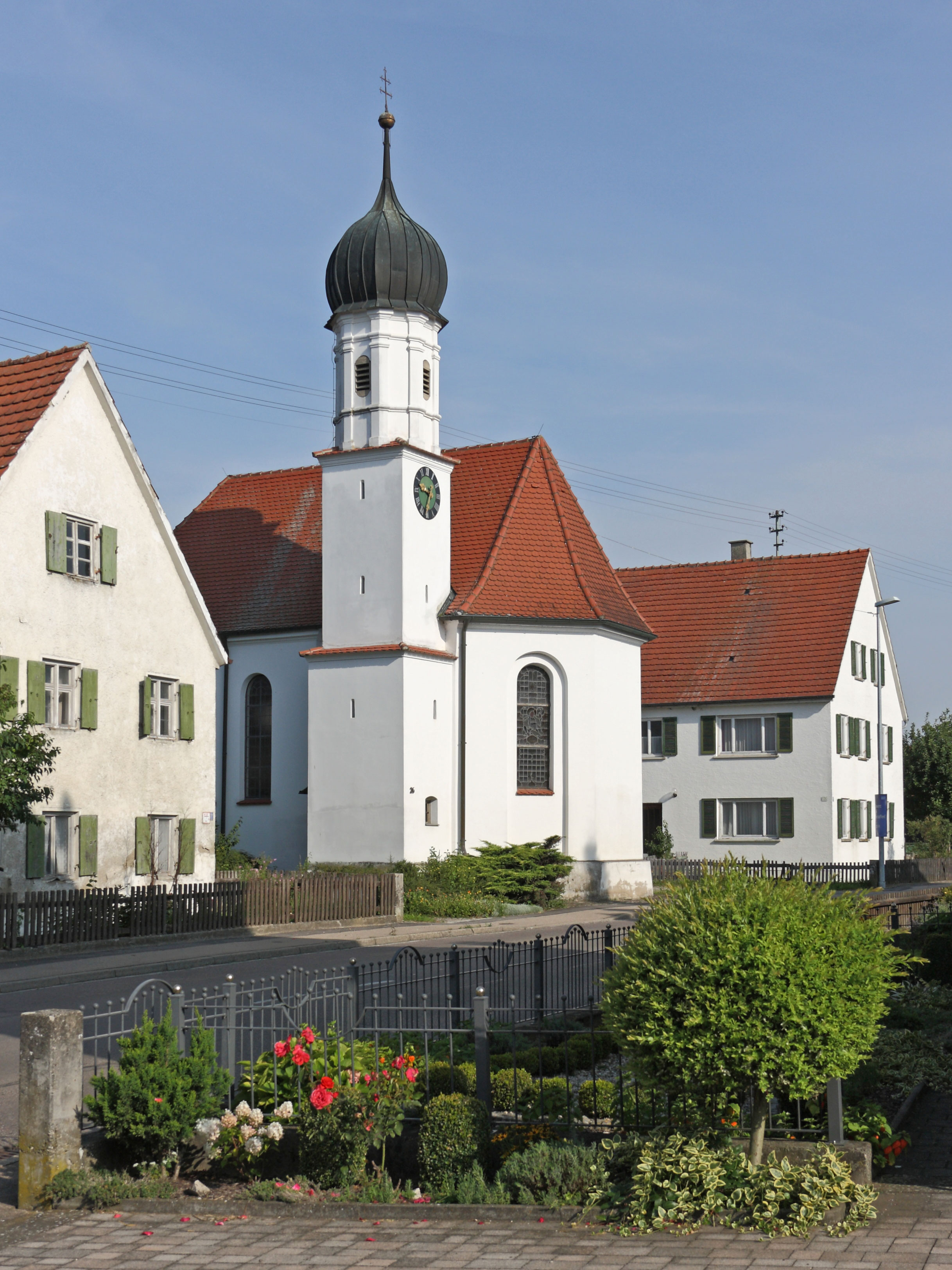
Kirche St. Ottilia

- Katholische Filialkirche St. Ottilia, 1778 von Joseph Dossenberger, Chor im Kern gotisch, Turmuntergeschoss erste Hälfte 18. Jahrhundert (Quelle: [3])
- Die Wegkapelle am Ortsrand ist ein einfacher Satteldachbau. Die Kapelle wurde 1972 als Nachbau des Vorgängerbaus aus der Mitte des 19. Jahrhunderts errichtet.

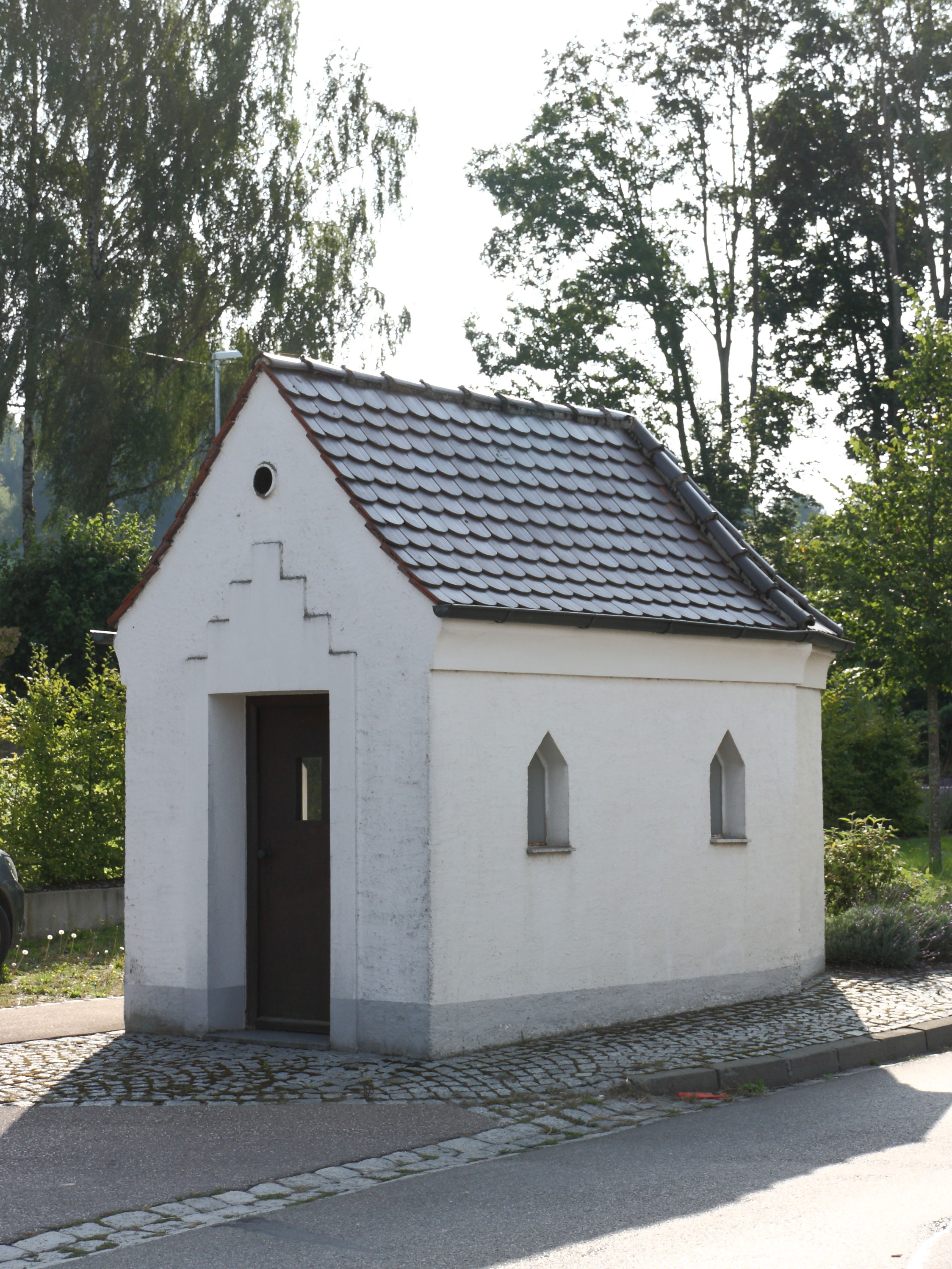
Wegkapelle
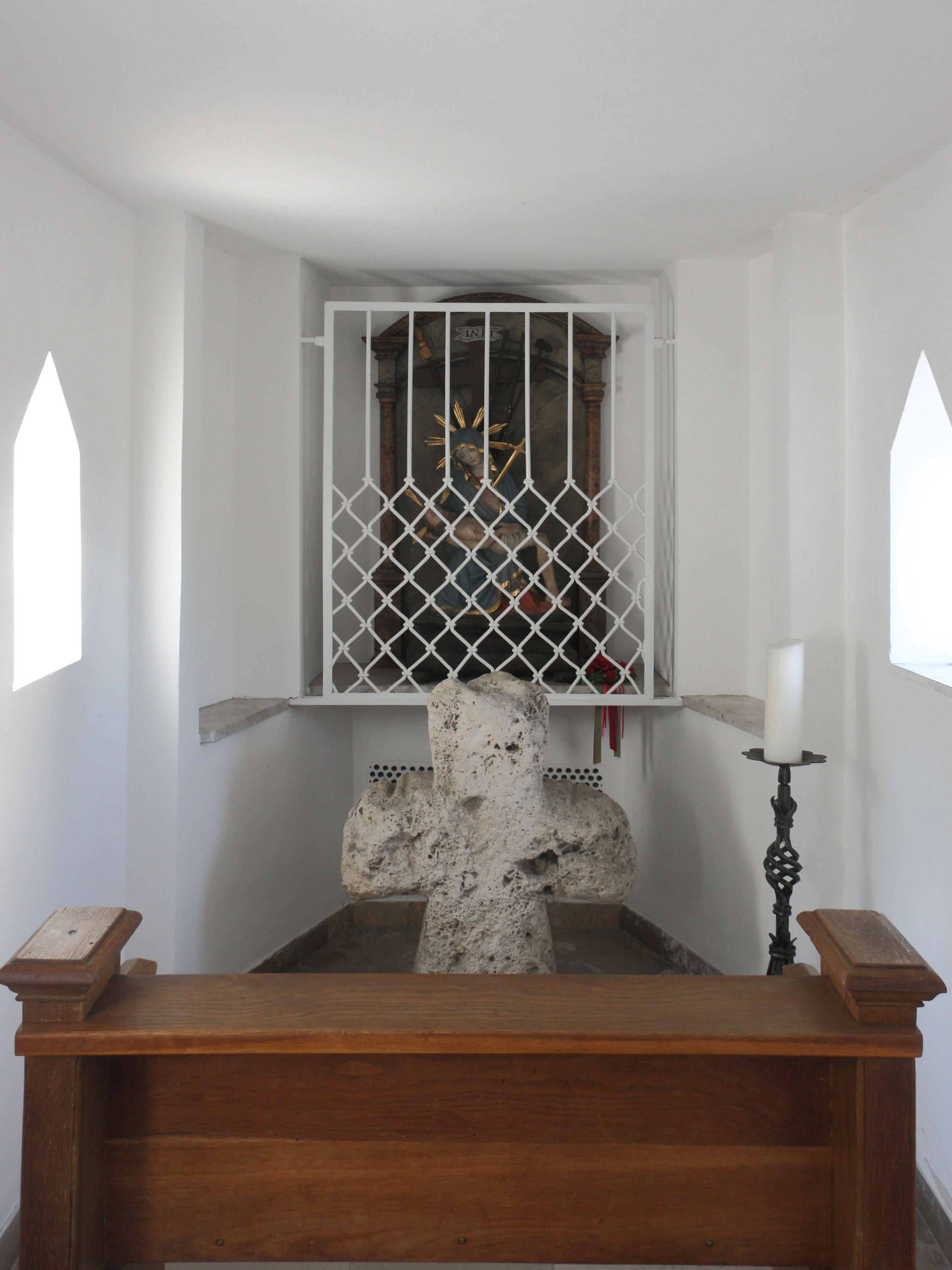
Innenansicht Kapelle